# ショコラ・ドゥ・アムール
ショコラ・ドゥ・アムールは、本格焼酎とチョコレートリキュールを使用したカクテルである。2015年開催の第1回本格焼酎カクテルコンテスト グランプリ作品。
考案者は鹿児島県鹿児島市天文館のバー「ショットハウス ハイブリッジ」の山中知広。

## 概要
名称は、日本語だと「チョコレートを愛する女の子」という意味になる。

## 開発の経緯
本格焼酎を使ったカクテルというのは、あまりない。山中は鹿児島市出身ということもあって、芋焼酎を使ったオリジナルカクテルはいくつか持っていた。しかし、黒糖焼酎を使ったオリジナルカクテルは未経験であったため、コンテストに参加するにあたって、挑戦しようと考えた。
コンテストのテーマは「女性がときめく本格焼酎カクテル」であったため、「黒糖焼酎を使ったクリーム系のカクテル」というイメージはすんなりと決まり、「女性がときめくスイーツ」のイメージからチョコレートを思い浮かべ、黒糖焼酎、チョコレートリキュール、生クリームを使うことにした。これだけでも味は良かったのだが、面白みが足りないとも感じ、飲んだ後にチョコレート、黒糖の甘みだけではない、アクセントをもう一つ加えるために、10種類ほどのリキュールを試したのちに、アマレットとした。飲んだ後にアンズの味わいが残ることで、後味に華やかさが出たのである。
黒糖焼酎のほうも、5銘柄を試し、荒削りな、個性的な味わいが強い朝日（朝日酒造）を選定した。飲みやすいクセのない黒糖焼酎だと、カクテルにした場合、味も香りも他のリキュールに埋没してしまうからである。

## レシピ
- 朝日 30度（奄美黒糖焼酎、朝日酒造）[1]
- Godivaチョコレートリキュール[1]
- アマレット[1]
- 生クリーム[1]

粉末状にしたかりんとうでグラスのふちをスノースタイルにする。